# Мегариса рогохвостова
Мегариса рогохвостова (Megarhyssa superba) — вид комах з родини Ichneumonidae. Корисний ентомофаг.

## Морфологічні ознаки
Один з найбільших за розміром їздець, тіло якого завдовжки 32–37 мм; яйцеклад самиць в 1,1–1,6 рази більший за довжину тіла. Наличник у профіль заокруглений, з майже прямим апікальним краєм, посередині з більш-менш чітким округлим виступом, від жовтого до коричневого з чорною плямою апікально на 0,2–0,4 поверхні виступу. Голова, груди, черевце від жовто-коричневих до чорних. Лице жовте цілком або лише латерально. У самиць жовті латеральні плями на 3–5 терґітах черевця майже квадратні, наперед простягаються за дихальця. У самців черевце майже чорне, генітальні пластинки вентро-апікальні з великою овальною плямою з щетинок.

## Поширення
Ареал охоплює також Західну та Центральну Європу, ряд регіонів Росії — північно-західні та центральні райони європейської частини, Далекий Схід (Приморський край, о. Сахалін).
Один з 3 відомих в фауні України видів роду Megarhyssa. Населяє Полісся, Лісостеп та Закарпаття (м. Ужгород).

## Особливості біології
Дає 1 генерацію на рік. На стадії личинки — зовнішній паразит личинок різних комах-ксилофагів, переважно рогохвостів (Siricidae). Зустрічаються у мішаних та листяних лісах: на вирубках, на пеньках або стовбурах повалених дерев, на стовбурах дерев, що всихають, в місцях, які добре прогріваються сонячним промінням. Самиці довгим яйцекладом пробуравлюють товстий шар деревини, досягаючи в такий спосіб хазяїна, і відкладають на нього одне яйце. Час свердління каналу в деревині — 32–45 хв. Перед відкладанням яйця самиця необоротно паралізує хазяїна. Зимує личинка в деревині у власному коконі.

## Загрози та охорона
Загрози: знищення сухих та всихаючих дерев під час санітарних вирубок лісу, застосування хімічних засобів охорони лісу тощо.
Охорона не проводиться. Популяції охороняються у листяних і мішаних лісах на території природних заповідників і заказників. У інших місцях існування виду доцільно створювати ентомологічні заказники.